# Automatix
Automatix est un logiciel qui permet l'installation d'applications, codecs, police de caractères et bibliothèques sur les distributions Linux basées sur Debian (comme MEPIS et Ubuntu). Il a été utilisé jusqu'à la sortie d'Ubuntu 7.04 Feisty Fawn.
Ces distributions n'incluent pas certains paquets ou configuration qui permettent de lire les DVD ou les fichiers MP3 ni de visualiser les fichiers Flash d'Adobe Systems, par exemple. Les paquets contenant les codecs permettant de lire les MP3 sont disponibles en téléchargement sur des sites officiels mais ne peuvent pas être inclus dans le CD de la distribution. Les paquets qui permettent de lire les DVD incluent l'algorithme DeCSS qui est illégal dans plusieurs pays. Mais il est toujours possible de les ajouter manuellement. C'est un problème particulier pour les distributions qui visent à simplifier l'utilisation de Linux pour les novices.
Actuellement, Automatix permet l'installation de 56 différents programmes et autres, y compris des logiciels commerciaux (source fermée) tel que le plugin Flash, Acrobat Reader, des codecs multimédias (DivX, MP3, Windows Media Audio), polices de caractères, et compilateurs.

## Remarque
Automatix n'est pas recommandé par l'équipe de développement d'Ubuntu qui a critiqué son contenu. Certains développeurs d'Ubuntu ont reproché à Automatix 1 d'interrompre les mises à jour de Dapper Drake à Edgy Eft,.
Le 2 novembre 2006, le CTO (Chief technical officer) d'Ubuntu Matt Zimmerman a déclaré : «je ne peux pas recommander l'usage de ce programme, et les systèmes sur lesquels il a été utilisé ne peuvent pas être supportés d'une manière propre et officielle.»
Le 4 août 2007, Automatix était examiné par Matthew Garrett, un membre de l'équipe de développement d'Ubuntu. Selon lui : «Automatix est un outil de mauvaise qualité qui n'est pas conforme à la politique de Debian ou d'Ubuntu.» Ces commentaires ont été faits dans une analyse technique affichée sur son blog qui explique pourquoi Automatix n'est pas supporté actuellement par Canonical Ltd ou la communauté d'Ubuntu.

## Fin du projet
Le 28 mars 2008, le projet automatix a pris fin. Les développeurs sont partis sur d'autres projets.
Cf:Fin du projet
« Mar. 28, 2008

Love it or hate it, anyone who runs Ubuntu has at least heard of Automatix. This program made it possible for any Ubuntu user to easily add a host of new programs and media codices to a desktop. Now, however, Automatix's developers are being pulled away to other projects, so they have announced that they will no longer be working on their popular software installation program.
In a note on the Automatix Web page, the project's lead developer, jtbl, wrote, "Well the day has finally come, development of Automatix has been discontinued. We are doing this, NOT because we think Automatix is no longer necessary on Ubuntu and Debian, but because all of the Automatix developers have become wrapped up in more pressing commitments."

This, however, doesn't mean that the Automatix service is disappearing. In an addition to his original note, jtbl continued, "The site will stay up for a few more months, and as long as it's up Automatix will still run."

Automatix, a graphical, user-friendly interface for adding popular programs to Debian-based distributions, has long been mired in controversy. Its fans like it because it makes it easier to add many desirable programs, such as the w32dvdcodecs codices for Windows media, Java and Google Picasa.

Its critics dislike that it makes it so easy to obtain proprietary, and possibly illegal, programs like the aforementioned w32dvdcodecs. There have also been persistent rumors that Automatix isn't safe, or that it removes some Ubuntu/Debian source repositories or makes it impossible to update Ubuntu/Debian after it's been installed. Automatix has always denied these claims.

In my own experience, with Ubuntu, Debian and MEPIS distributions, I have never seen any sign of such problems. In fact, I recommend the use of Automatix.

Another possible reason, although not mentioned in the announcement, for Automatix's development coming to a close for now is that other Debian/Ubuntu-based distributions, such as Freespire/Linspire with CNR and Mint, either include their own tools to make downloading popular proprietary programs mindlessly simple or, as in Mint's case, already include them. In short, there's less of a need now for a specialized application installation program such as Automatix.
 »
— Steven J. Vaughan-Nichols